# Kościół Najświętszej Maryi Królowej Polski w Zielonej Górze
Kościół Najświętszej Maryi Królowej Polski w Zielonej Górze – świątynia Kościoła Polskokatolickiego w RP, znajdująca się na terenie diecezji wrocławskiej w dekanacie lubuskim. Jest to dawna kaplica staroluterańska przy placu dra Pieniężnego (dawniej Neustadtstraße).

## Historia
Świątynia Najświętszej Maryi Królowej Polski w Zielonej Górze została zbudowana w 1866, w stylu neogotyckim. Jest to budynek ceglany, salowy na rzucie prostokąta. Bryła kaplicy nakryta jest dachem dwuspadowym. Fasada i przeciwległa elewacja posiadają czterostopniowe, schodkowe szczyty. Otwory okienne i wejściowy są półkoliście zamknięte.
Początkowo kościół był wyposażony w organy zakupione z likwidowanego kościoła w Nietkowie. W 1884 zamontowano nowe, które zachowały się do dziś i znajdują w ewangelickim kościele Jezusowym przy Placu Bohaterów w Zielonej Górze. Są to najstarsze organy w mieście. Krótko po wybudowaniu z uwagi na zły stan techniczny i wzrost liczby wiernych podjęto decyzję o budowie nowej świątyni. W 1911 oddano do użytku nowy kościół przy Placu Bohaterów, a kaplica opustoszała. w 1920 przystosowano ją do celów muzealnych dla potrzeb tzw. Heimatmuseum – stowarzyszenia zajmującego się tworzeniem zbiorów oraz ochroną i pielęgnacją dorobku narodowego w mieście i powiecie zielonogórskim. W 1927 poddasze adaptowano jako „wiejską izbę”.

## Życie liturgiczne parafii
Kościół Matki Boskiej Królowej Polski w Zielonej Górze należy do parafii Kościoła Polskokatolickiego pod tym samym wezwaniem. Proboszczem parafii jest ks. mgr Stanisław Stawowczyk.